# Sinh vật lạp thể cổ
Sinh vật lạp thể cổ (danh pháp khoa học: Archaeplastida (hay Plantae sensu lato) là một nhóm chính trong sinh vật nhân chuẩn, bao gồm tảo đỏ (Rhodophyta), tảo lục (Chlorophyta và Charophyta), thực vật có phôi (Embryophyta), cùng một nhóm nhỏ gọi là tảo lục lam (Glaucophyta). Các lạp thể (lục lạp) của tất cả các sinh vật này đều được bao quanh bởi hai màng, gợi ý rằng chúng đã phát triển trực tiếp từ vi khuẩn lam nội cộng sinh. Trong tất cả các nhóm khác, các lạp thể được bao quanh bởi 3 hay 4 màng, gợi ý rằng chúng có được ở dạng thứ cấp từ tảo đỏ hay tảo lục.
Mặc dù nhiều nghiên cứu đã gợi ý rằng Archaeplastida tạo thành một nhóm đơn ngành, nhưng một bài báo năm 2009 lại cho rằng trên thực tế chúng là nhóm cận ngành. Sự làm phong phú của các gen tảo đỏ mới lạ trong một nghiên cứu gần đây biểu lộ một dấu hiệu mạnh cho tính đơn ngành của Plantae (Archaeplastida) và một dấu hiệu mạnh tương đương cho lịch sử chia sẻ gen giữa tảo đỏ/tảo lục và các dòng dõi khác, góp phần làm sáng tỏ nhiều điều phức tạp trong tiến hóa của sinh vật nhân chuẩn.
Các tế bào của Archaeplastida thông thường thiếu trung tử và có các ti thể với các nếp màng phẳng. Thường thì vách tế bào của chúng chứa xenluloza, và thức ăn được lưu giữ dưới dạng tinh bột. Tuy nhiên, các đặc trưng này cũng chia sẻ với các sinh vật nhân chuẩn khác. Chứng cứ chính chứng tỏ Archaeplastida tạo thành một nhóm đơn ngành đến từ các nghiên cứu di truyền, trong đó chỉ ra rằng các lạp thể của chúng có lẽ có nguồn gốc duy nhất. Chứng cứ này hiện vẫn bị tranh cãi.
Các thành viên của Archaeplastida được chia thành 2 dòng tiến hóa chính. Tảo đỏ được nhuộm màu bởi chất diệp lục a và các phycobiliprotein, như phần lớn các vi khuẩn lam. Tảo lục và thực vật có phôi (thực vật trên cạn) – cùng nhau hợp lại gọi là Viridiplantae (tiếng Latinh để chỉ "thực vật xanh") hay Chloroplastida – được nhuộm màu bởi các chất diệp lục Chlorophyll a và b, nhưng không chứa phycobiliprotein. Glaucophyta có các sắc tố điển hình của vi khuẩn lam, và là bất thường ở chỗ giữ lại một vách tế bào bên trong các lạp thể của chúng là các tiểu thể màu lam (cyanelle).

## Phân loại
Sự đồng thuận năm 2005, khi nhóm bao hàm Glaucophyta, tảo đỏ, tảo lục và thực vật có phôi được đặt tên là 'Archaeoplastida', là ở chỗ nó được coi là một nhánh đơn tố, nghĩa là đơn ngành. Nhiều nghiên cứu đã công bố kể từ đó đã cung cấp chứng cứ ủng hộ cho luận cứ này. Ngược lại, những nghiên cứu khác lại gợi ý rằng nhóm này là cận ngành. Cho tới nay, tình hình dường như vẫn chưa được giải quyết, nhưng một dấu hiệu mạnh cho tính đơn ngành của Plantae (Archaeplastida) đã được thể hiện trong một nghiên cứu gần đây (với sự làm phong phú thêm của các gen tảo đỏ). Giả định trong bài này coi Archaeplastida là một nhánh đơn tố hợp lệ.
Các tên gọi khác nhau đã từng được đặt cho nhóm này. Một vài tác giả chỉ đơn giản gọi nhóm này là thực vật hay Plantae. Tuy nhiên, tên gọi Plantae là mơ hồ, do nó cũng được dùng để chỉ các nhánh đơn tố bao hàm hẹp hơn, như Viridiplantae và Embryophyta. Để phân biệt, nhóm lớn hơn này đôi khi được gọi là Plantae sensu lato ("thực vật theo nghĩa rộng").
Để tránh sự mơ hồ, các tên gọi khác cũng đã được đề xuất. Primoplantae, tên gọi xuất hiện năm 2004, dường như là tên gọi mới lần đầu tiên được đề xuất cho nhóm này.
Một tên gọi khác từng được áp dụng cho nhóm này là Plastida, được định nghĩa như là một nhánh đơn tố chia sẻ "các lạp thể nguồn gốc nguyên thủy (sinh vật nhân sơ trực tiếp) [như] ở Magnolia virginiana Linnaeus 1753"
Tên gọi Archaeplastida được một nhóm các tác giả (Adl và ctv.) đề xuất năm 2005, những người cố gắng đưa ra một hệ thống phân loại sinh vật nhân chuẩn có tính toán tới các yếu tố hình thái học, hóa sinh học và di truyền phát sinh chủng loài học, sao cho nó có "độ ổn định nhất định trong ngắn hạn". Họ phủ nhận việc sử dụng các cấp bậc phân loại học chính thức (họ, bộ, lớp v.v.) mà sử dụng sự sắp xếp theo cấu trúc thứ bậc, trong đó các tên gọi nhánh đơn tố không biểu thị một cấp bậc nào. Vì thế tên gọi ngành 'Glaucophyta' và tên gọi lớp 'Rhodophyceae' xuất hiện trên cùng một mức độ trong phân loại của họ. Các phân chia được đề xuất cho Archaeplastida được chỉ ra dưới đây dưới dạng bảng biểu và sơ đồ.
Archaeplastida:
- Glaucophyta Skuja 1954 (Glaucocystophyta Kies & Kremer 1986) – tảo lục lam

Tảo lục lam (Glaucophyta) là một nhóm nhỏ các loài tảo đơn bào sống trong môi trường nước ngọt. Các lục lạp của chúng, gọi là cyanelle (lam tử hay tiểu thể màu lam), có lớp peptidoglycan, làm cho chúng tương tự như vi khuẩn lam hơn là như phần còn lại của Archaeplastida.
- Rhodophyceae Thuret 1855, sửa của Rabenhorst 1863, sửa của Adl 2005 (Rhodophyta Wettstein 1901) – tảo đỏ

Tảo đỏ tạo thành một trong những nhóm tảo lớn nhất. Phần lớn là các loại rong biển, là sinh vật đa bào sống trong môi trường biển. Màu đỏ của chúng là do các phycobiliprotein, được sử dụng như là các sắc tố phụ trợ trong việc bắt giữ ánh sáng phục vụ cho quang hợp.
- Chloroplastida Adl 2005 (Viridiplantae Cavalier-Smith 1981; Chlorobionta Jeffrey 1982, sửa của Bremer 1985, sửa của Lewis & McCourt 2004; Chlorobiota Kendrick & Crane 1997)

Chloroplastida là thuật ngữ do Adl chọn cho nhóm bao gồm tảo lục và thực vật trên cạn (thực vật có phôi). Ngoại trừ những loài nào bị mất đi ở dạng thứ cấp, tất cả các loài đều có các lục lạp không chứa lớp peptidoglycan và không có phycobiliprotein.
- Chlorophyta Pascher 1914, sửa của Lewis & Mc Court 2004 – tảo lục (một phần)

Adl sử dụng định nghĩa hẹp hơn cho Chlorophyta; những nguồn khác gộp cả Chlorodendrales và Prasinophytae, những nhóm tự bản thân chúng cũng có thể được kết hợp.
- Ulvophyceae Mattox & Stewart 1984
- Trebouxiophyceae Friedl 1995 (Pleurastrophyceae Mattox 1984; Microthamniales Melkonian 1990)
- Chlorophyceae Christensen 1994

- Chlorodendrales Fritsch 1917 – green algae (part)
- Prasinophytae Cavalier-Smith 1998, sửa của Lewis & McCourt 2004 – tảo lục (một phần)
- Mesostigma Lauterborn 1894, sửa của McCourt trong Adl 2005 (Mesostigmata Turmel, Otis & Lemieux 2002)
- Charophyta Karol 2001, sửa của Lewis & McCourt 2004 (Charophyceae Smith 1938, sửa của Mattox & Stewart 1984) – tảo lục (một phần) và thực vật trên cạn

Charophyta sensu lato, như Adl sử dụng, là nhóm đơn ngành, bao gồm một phần tảo lục, như stoneworts (Charophyta sensu stricto), cũng như thực vật trên cạn (thực vật có phôi).
- Các phân chia nhỏ hơn không phải Streptophytina (dưới đây) thì Adl không đưa ra

Các nguồn khác có thể gộp cả các nhóm tảo lục như Chlorokybales, Klebsormidiales, Zygnematales và Coleochaetales.
- Streptophytina Lewis & McCourt 2004 – tảo vòng và thực vật trên cạn

- Charales Lindley 1836 (Charophytae Engler 1887) – tảo vòng
- Plantae Haeckel 1866 (Cormophyta Endlicher 1836; Embryophyta Endlicher 1836, sửa của Lewis & McCourt 2004) – thực vật trên cạn (thực vật có phôi)

| Chlorophyta | \| \| Ulvophyceae \| \| \| \| \| \| Trebouxiophyceae \| \| \| \| \| \| Chlorophyceae \| \| \| \| |
|             | \| \| Ulvophyceae \| \| \| \| \| \| Trebouxiophyceae \| \| \| \| \| \| Chlorophyceae \| \| \| \| |
|             | Ulvophyceae                                                                                      |
|             |                                                                                                  |
|             | Trebouxiophyceae                                                                                 |
|             |                                                                                                  |
|             | Chlorophyceae                                                                                    |
|             |                                                                                                  |

|  | Ulvophyceae      |
|  |                  |
|  | Trebouxiophyceae |
|  |                  |
|  | Chlorophyceae    |
|  |                  |

| Streptophytina | \| \| Charales \| \| \| \| \| \| Plantae \| \| \| \| |
|                | \| \| Charales \| \| \| \| \| \| Plantae \| \| \| \| |
|                | Charales                                             |
|                |                                                      |
|                | Plantae                                              |
|                |                                                      |

|  | Charales |
|  |          |
|  | Plantae  |
|  |          |

| Streptophytina | \| \| Charales \| \| \| \| \| \| Plantae \| \| \| \| |
|                | \| \| Charales \| \| \| \| \| \| Plantae \| \| \| \| |
|                | Charales                                             |
|                |                                                      |
|                | Plantae                                              |
|                |                                                      |

|  | Charales |
|  |          |
|  | Plantae  |
|  |          |

| Streptophytina | \| \| Charales \| \| \| \| \| \| Plantae \| \| \| \| |
|                | \| \| Charales \| \| \| \| \| \| Plantae \| \| \| \| |
|                | Charales                                             |
|                |                                                      |
|                | Plantae                                              |
|                |                                                      |

|  | Charales |
|  |          |
|  | Plantae  |
|  |          |

| Streptophytina | \| \| Charales \| \| \| \| \| \| Plantae \| \| \| \| |
|                | \| \| Charales \| \| \| \| \| \| Plantae \| \| \| \| |
|                | Charales                                             |
|                |                                                      |
|                | Plantae                                              |
|                |                                                      |

|  | Charales |
|  |          |
|  | Plantae  |
|  |          |

| Chlorophyta | \| \| Ulvophyceae \| \| \| \| \| \| Trebouxiophyceae \| \| \| \| \| \| Chlorophyceae \| \| \| \| |
|             | \| \| Ulvophyceae \| \| \| \| \| \| Trebouxiophyceae \| \| \| \| \| \| Chlorophyceae \| \| \| \| |
|             | Ulvophyceae                                                                                      |
|             |                                                                                                  |
|             | Trebouxiophyceae                                                                                 |
|             |                                                                                                  |
|             | Chlorophyceae                                                                                    |
|             |                                                                                                  |

|  | Ulvophyceae      |
|  |                  |
|  | Trebouxiophyceae |
|  |                  |
|  | Chlorophyceae    |
|  |                  |

| Streptophytina | \| \| Charales \| \| \| \| \| \| Plantae \| \| \| \| |
|                | \| \| Charales \| \| \| \| \| \| Plantae \| \| \| \| |
|                | Charales                                             |
|                |                                                      |
|                | Plantae                                              |
|                |                                                      |

|  | Charales |
|  |          |
|  | Plantae  |
|  |          |

| Streptophytina | \| \| Charales \| \| \| \| \| \| Plantae \| \| \| \| |
|                | \| \| Charales \| \| \| \| \| \| Plantae \| \| \| \| |
|                | Charales                                             |
|                |                                                      |
|                | Plantae                                              |
|                |                                                      |

|  | Charales |
|  |          |
|  | Plantae  |
|  |          |

| Streptophytina | \| \| Charales \| \| \| \| \| \| Plantae \| \| \| \| |
|                | \| \| Charales \| \| \| \| \| \| Plantae \| \| \| \| |
|                | Charales                                             |
|                |                                                      |
|                | Plantae                                              |
|                |                                                      |

|  | Charales |
|  |          |
|  | Plantae  |
|  |          |

| Streptophytina | \| \| Charales \| \| \| \| \| \| Plantae \| \| \| \| |
|                | \| \| Charales \| \| \| \| \| \| Plantae \| \| \| \| |
|                | Charales                                             |
|                |                                                      |
|                | Plantae                                              |
|                |                                                      |

|  | Charales |
|  |          |
|  | Plantae  |
|  |          |

| Chlorophyta | \| \| Ulvophyceae \| \| \| \| \| \| Trebouxiophyceae \| \| \| \| \| \| Chlorophyceae \| \| \| \| |
|             | \| \| Ulvophyceae \| \| \| \| \| \| Trebouxiophyceae \| \| \| \| \| \| Chlorophyceae \| \| \| \| |
|             | Ulvophyceae                                                                                      |
|             |                                                                                                  |
|             | Trebouxiophyceae                                                                                 |
|             |                                                                                                  |
|             | Chlorophyceae                                                                                    |
|             |                                                                                                  |

|  | Ulvophyceae      |
|  |                  |
|  | Trebouxiophyceae |
|  |                  |
|  | Chlorophyceae    |
|  |                  |

| Streptophytina | \| \| Charales \| \| \| \| \| \| Plantae \| \| \| \| |
|                | \| \| Charales \| \| \| \| \| \| Plantae \| \| \| \| |
|                | Charales                                             |
|                |                                                      |
|                | Plantae                                              |
|                |                                                      |

|  | Charales |
|  |          |
|  | Plantae  |
|  |          |

| Streptophytina | \| \| Charales \| \| \| \| \| \| Plantae \| \| \| \| |
|                | \| \| Charales \| \| \| \| \| \| Plantae \| \| \| \| |
|                | Charales                                             |
|                |                                                      |
|                | Plantae                                              |
|                |                                                      |

|  | Charales |
|  |          |
|  | Plantae  |
|  |          |

| Streptophytina | \| \| Charales \| \| \| \| \| \| Plantae \| \| \| \| |
|                | \| \| Charales \| \| \| \| \| \| Plantae \| \| \| \| |
|                | Charales                                             |
|                |                                                      |
|                | Plantae                                              |
|                |                                                      |

|  | Charales |
|  |          |
|  | Plantae  |
|  |          |

| Streptophytina | \| \| Charales \| \| \| \| \| \| Plantae \| \| \| \| |
|                | \| \| Charales \| \| \| \| \| \| Plantae \| \| \| \| |
|                | Charales                                             |
|                |                                                      |
|                | Plantae                                              |
|                |                                                      |

|  | Charales |
|  |          |
|  | Plantae  |
|  |          |

| Chlorophyta | \| \| Ulvophyceae \| \| \| \| \| \| Trebouxiophyceae \| \| \| \| \| \| Chlorophyceae \| \| \| \| |
|             | \| \| Ulvophyceae \| \| \| \| \| \| Trebouxiophyceae \| \| \| \| \| \| Chlorophyceae \| \| \| \| |
|             | Ulvophyceae                                                                                      |
|             |                                                                                                  |
|             | Trebouxiophyceae                                                                                 |
|             |                                                                                                  |
|             | Chlorophyceae                                                                                    |
|             |                                                                                                  |

|  | Ulvophyceae      |
|  |                  |
|  | Trebouxiophyceae |
|  |                  |
|  | Chlorophyceae    |
|  |                  |

| Streptophytina | \| \| Charales \| \| \| \| \| \| Plantae \| \| \| \| |
|                | \| \| Charales \| \| \| \| \| \| Plantae \| \| \| \| |
|                | Charales                                             |
|                |                                                      |
|                | Plantae                                              |
|                |                                                      |

|  | Charales |
|  |          |
|  | Plantae  |
|  |          |

| Streptophytina | \| \| Charales \| \| \| \| \| \| Plantae \| \| \| \| |
|                | \| \| Charales \| \| \| \| \| \| Plantae \| \| \| \| |
|                | Charales                                             |
|                |                                                      |
|                | Plantae                                              |
|                |                                                      |

|  | Charales |
|  |          |
|  | Plantae  |
|  |          |

| Streptophytina | \| \| Charales \| \| \| \| \| \| Plantae \| \| \| \| |
|                | \| \| Charales \| \| \| \| \| \| Plantae \| \| \| \| |
|                | Charales                                             |
|                |                                                      |
|                | Plantae                                              |
|                |                                                      |

|  | Charales |
|  |          |
|  | Plantae  |
|  |          |

| Streptophytina | \| \| Charales \| \| \| \| \| \| Plantae \| \| \| \| |
|                | \| \| Charales \| \| \| \| \| \| Plantae \| \| \| \| |
|                | Charales                                             |
|                |                                                      |
|                | Plantae                                              |
|                |                                                      |

|  | Charales |
|  |          |
|  | Plantae  |
|  |          |

| Chlorophyta | \| \| Ulvophyceae \| \| \| \| \| \| Trebouxiophyceae \| \| \| \| \| \| Chlorophyceae \| \| \| \| |
|             | \| \| Ulvophyceae \| \| \| \| \| \| Trebouxiophyceae \| \| \| \| \| \| Chlorophyceae \| \| \| \| |
|             | Ulvophyceae                                                                                      |
|             |                                                                                                  |
|             | Trebouxiophyceae                                                                                 |
|             |                                                                                                  |
|             | Chlorophyceae                                                                                    |
|             |                                                                                                  |

|  | Ulvophyceae      |
|  |                  |
|  | Trebouxiophyceae |
|  |                  |
|  | Chlorophyceae    |
|  |                  |

| Streptophytina | \| \| Charales \| \| \| \| \| \| Plantae \| \| \| \| |
|                | \| \| Charales \| \| \| \| \| \| Plantae \| \| \| \| |
|                | Charales                                             |
|                |                                                      |
|                | Plantae                                              |
|                |                                                      |

|  | Charales |
|  |          |
|  | Plantae  |
|  |          |

| Streptophytina | \| \| Charales \| \| \| \| \| \| Plantae \| \| \| \| |
|                | \| \| Charales \| \| \| \| \| \| Plantae \| \| \| \| |
|                | Charales                                             |
|                |                                                      |
|                | Plantae                                              |
|                |                                                      |

|  | Charales |
|  |          |
|  | Plantae  |
|  |          |

| Streptophytina | \| \| Charales \| \| \| \| \| \| Plantae \| \| \| \| |
|                | \| \| Charales \| \| \| \| \| \| Plantae \| \| \| \| |
|                | Charales                                             |
|                |                                                      |
|                | Plantae                                              |
|                |                                                      |

|  | Charales |
|  |          |
|  | Plantae  |
|  |          |

| Streptophytina | \| \| Charales \| \| \| \| \| \| Plantae \| \| \| \| |
|                | \| \| Charales \| \| \| \| \| \| Plantae \| \| \| \| |
|                | Charales                                             |
|                |                                                      |
|                | Plantae                                              |
|                |                                                      |

|  | Charales |
|  |          |
|  | Plantae  |
|  |          |

| Chlorophyta | \| \| Ulvophyceae \| \| \| \| \| \| Trebouxiophyceae \| \| \| \| \| \| Chlorophyceae \| \| \| \| |
|             | \| \| Ulvophyceae \| \| \| \| \| \| Trebouxiophyceae \| \| \| \| \| \| Chlorophyceae \| \| \| \| |
|             | Ulvophyceae                                                                                      |
|             |                                                                                                  |
|             | Trebouxiophyceae                                                                                 |
|             |                                                                                                  |
|             | Chlorophyceae                                                                                    |
|             |                                                                                                  |

|  | Ulvophyceae      |
|  |                  |
|  | Trebouxiophyceae |
|  |                  |
|  | Chlorophyceae    |
|  |                  |

| Streptophytina | \| \| Charales \| \| \| \| \| \| Plantae \| \| \| \| |
|                | \| \| Charales \| \| \| \| \| \| Plantae \| \| \| \| |
|                | Charales                                             |
|                |                                                      |
|                | Plantae                                              |
|                |                                                      |

|  | Charales |
|  |          |
|  | Plantae  |
|  |          |

| Streptophytina | \| \| Charales \| \| \| \| \| \| Plantae \| \| \| \| |
|                | \| \| Charales \| \| \| \| \| \| Plantae \| \| \| \| |
|                | Charales                                             |
|                |                                                      |
|                | Plantae                                              |
|                |                                                      |

|  | Charales |
|  |          |
|  | Plantae  |
|  |          |

| Streptophytina | \| \| Charales \| \| \| \| \| \| Plantae \| \| \| \| |
|                | \| \| Charales \| \| \| \| \| \| Plantae \| \| \| \| |
|                | Charales                                             |
|                |                                                      |
|                | Plantae                                              |
|                |                                                      |

|  | Charales |
|  |          |
|  | Plantae  |
|  |          |

| Streptophytina | \| \| Charales \| \| \| \| \| \| Plantae \| \| \| \| |
|                | \| \| Charales \| \| \| \| \| \| Plantae \| \| \| \| |
|                | Charales                                             |
|                |                                                      |
|                | Plantae                                              |
|                |                                                      |

|  | Charales |
|  |          |
|  | Plantae  |
|  |          |

| Chlorophyta | \| \| Ulvophyceae \| \| \| \| \| \| Trebouxiophyceae \| \| \| \| \| \| Chlorophyceae \| \| \| \| |
|             | \| \| Ulvophyceae \| \| \| \| \| \| Trebouxiophyceae \| \| \| \| \| \| Chlorophyceae \| \| \| \| |
|             | Ulvophyceae                                                                                      |
|             |                                                                                                  |
|             | Trebouxiophyceae                                                                                 |
|             |                                                                                                  |
|             | Chlorophyceae                                                                                    |
|             |                                                                                                  |

|  | Ulvophyceae      |
|  |                  |
|  | Trebouxiophyceae |
|  |                  |
|  | Chlorophyceae    |
|  |                  |

| Streptophytina | \| \| Charales \| \| \| \| \| \| Plantae \| \| \| \| |
|                | \| \| Charales \| \| \| \| \| \| Plantae \| \| \| \| |
|                | Charales                                             |
|                |                                                      |
|                | Plantae                                              |
|                |                                                      |

|  | Charales |
|  |          |
|  | Plantae  |
|  |          |

| Streptophytina | \| \| Charales \| \| \| \| \| \| Plantae \| \| \| \| |
|                | \| \| Charales \| \| \| \| \| \| Plantae \| \| \| \| |
|                | Charales                                             |
|                |                                                      |
|                | Plantae                                              |
|                |                                                      |

|  | Charales |
|  |          |
|  | Plantae  |
|  |          |

| Streptophytina | \| \| Charales \| \| \| \| \| \| Plantae \| \| \| \| |
|                | \| \| Charales \| \| \| \| \| \| Plantae \| \| \| \| |
|                | Charales                                             |
|                |                                                      |
|                | Plantae                                              |
|                |                                                      |

|  | Charales |
|  |          |
|  | Plantae  |
|  |          |

| Streptophytina | \| \| Charales \| \| \| \| \| \| Plantae \| \| \| \| |
|                | \| \| Charales \| \| \| \| \| \| Plantae \| \| \| \| |
|                | Charales                                             |
|                |                                                      |
|                | Plantae                                              |
|                |                                                      |

|  | Charales |
|  |          |
|  | Plantae  |
|  |          |

| Chlorophyta | \| \| Ulvophyceae \| \| \| \| \| \| Trebouxiophyceae \| \| \| \| \| \| Chlorophyceae \| \| \| \| |
|             | \| \| Ulvophyceae \| \| \| \| \| \| Trebouxiophyceae \| \| \| \| \| \| Chlorophyceae \| \| \| \| |
|             | Ulvophyceae                                                                                      |
|             |                                                                                                  |
|             | Trebouxiophyceae                                                                                 |
|             |                                                                                                  |
|             | Chlorophyceae                                                                                    |
|             |                                                                                                  |

|  | Ulvophyceae      |
|  |                  |
|  | Trebouxiophyceae |
|  |                  |
|  | Chlorophyceae    |
|  |                  |

| Streptophytina | \| \| Charales \| \| \| \| \| \| Plantae \| \| \| \| |
|                | \| \| Charales \| \| \| \| \| \| Plantae \| \| \| \| |
|                | Charales                                             |
|                |                                                      |
|                | Plantae                                              |
|                |                                                      |

|  | Charales |
|  |          |
|  | Plantae  |
|  |          |

| Streptophytina | \| \| Charales \| \| \| \| \| \| Plantae \| \| \| \| |
|                | \| \| Charales \| \| \| \| \| \| Plantae \| \| \| \| |
|                | Charales                                             |
|                |                                                      |
|                | Plantae                                              |
|                |                                                      |

|  | Charales |
|  |          |
|  | Plantae  |
|  |          |

| Streptophytina | \| \| Charales \| \| \| \| \| \| Plantae \| \| \| \| |
|                | \| \| Charales \| \| \| \| \| \| Plantae \| \| \| \| |
|                | Charales                                             |
|                |                                                      |
|                | Plantae                                              |
|                |                                                      |

|  | Charales |
|  |          |
|  | Plantae  |
|  |          |

| Streptophytina | \| \| Charales \| \| \| \| \| \| Plantae \| \| \| \| |
|                | \| \| Charales \| \| \| \| \| \| Plantae \| \| \| \| |
|                | Charales                                             |
|                |                                                      |
|                | Plantae                                              |
|                |                                                      |

|  | Charales |
|  |          |
|  | Plantae  |
|  |          |

## Hình thái học
Tất cả các thành viên của Archaeplastida đều có các lạp thể (lục lạp) thực hiện chức năng quang hợp và được người ta tin rằng chúng có nguồn gốc từ các vi khuẩn lam bị bắt giữ. Ở các loài tảo lục lam (Glaucophyta), các thành viên có lẽ là nguyên thủy nhất của nhóm, lục lạp được gọi là cyanelle (lam tử hay tiểu thể màu lam) và chia sẻ một vài đặc trưng với các vi khuẩn lam, bao gồm một vách tế bào peptidoglycan, nhưng không được duy trì ở các thành viên khác của nhóm. Sự tương tự của các tiểu thể màu lam với các vi khuẩn lam hỗ trợ thuyết nội cộng sinh.
Các tế bào của phần lớn các loài Archaeplastida đều có vách tế bào, nói chung (nhưng không phải luôn luôn) có cấu tạo từ xenluloza.
Các loài Archaeplastida có sự biến thiên mạnh trong sự tổ chức tế bào của chúng, từ các tế bào cô lập tới các sợi hay các tập đoàn tế bào cho tới các sinh vật đa bào. Các thành viên xuất hiện sớm nhất là đơn bào, và nhiều nhóm vẫn còn duy trì như vậy cho tới ngày nay. Tính đa bào đã tiến hóa tách biệt trong một vài nhóm, bao gồm tảo đỏ, tảo lục ulvophyte, và trong nhóm tảo lục đã sinh ra các loài tảo vòng và thực vật trên cạn.

## Nội cộng sinh
Do loài Archaeplastida tổ tiên được cho là đã thu được các lục lạp của nó trực tiếp bằng cách thực bào các vi khuẩn lam, sự kiện được biết đến như là nội cộng sinh sơ cấp (như được phản ánh trong tên gọi được chọn cho nhóm 'Archaeplastida' nghĩa là 'lạp thể cổ'). Chứng cứ cho sự nội cộng sinh sơ cấp bao gồm sự hiện diện của một màng kép xung quanh các lục lạp; một màng thuộc về vi khuẩn, còn màng kia thuộc về sinh vật nhân chuẩn đã bắt giữ vi khuẩn. Theo thời gian, nhiều gen từ lục lạp đã được chuyển cho nhân của tế bào chủ. Sự hiện diện của các gen như vậy trong các nhân của các sinh vật nhân chuẩn mà không có lục lạp gợi ý rằng sự chuyển nhượng này đã xảy ra khá sớm trong quá trình tiến hóa của nhóm.
Các sinh vật nhân chuẩn khác với các lục lạp dường như đã thu được chúng bằng cách nhận chìm một archaeplastida đơn bào với các lục lạp có nguồn gốc từ vi khuẩn của chính nó. Do các sự kiện này liên quan tới sự nội cộng sinh của các tế bào có các tác nhân nội cộng sinh của chính chúng, nên quá trình này được gọi là nội cộng sinh thứ cấp. Các lục lạp của các sinh vật nhân chuẩn như vậy được bao quanh rất điển hình là trên 2 màng, phản ánh một lịch sử nhận chìm nhiều lần. Các lục lạp của trùng roi xanh (Euglenoidea) và tảo lục phức tạp (Chlorarachnea) dường như là tảo lục bị bắt giữ, trong khi các lục lạp của các sinh vật nhân chuẩn có khả năng quang hợp khác, như các loài tảo lông roi không đều (Heterokontophyta), ẩn tảo (Cryptophyta), định tiên tảo (Haptophyta), và giáp tảo (Dinoflagellata), dường như lại là tảo đỏ bị bắt giữ.

## Hóa thạch
Có lẽ các dấu tích cổ xưa nhất của Archaeplastida là các vi hóa thạch có ở nhóm Roper tại miền bắc Australia. Cấu trúc của các hóa thạch đơn bào này tương tự như của tảo lục ngày nay. Chúng có niên đại tới tận đại Trung Nguyên Sinh, khoảng 1,5 tới 1,3 tỷ năm trước.
Các hóa thạch này phù hợp với một nghiên cứu đồng hồ phân tử đã tính toán rằng nhánh đơn tố này đã phân tỏa khoảng 1.500 Ma.
Hóa thạch cổ nhất có thể gán được vào một nhóm hiện đại cụ thể là loại tảo đỏ Bangiomorpha, có niên đại khoảng 1.200 Ma.
Vào cuối đại Tân Nguyên Sinh, các hóa thạch tảo đã trở nên nhiều và đa dạng hơn. Cuối cùng, trong đại Cổ Sinh, thực vật đã xuất hiện trên đất liền và vẫn tiếp tục phát triển thịnh vượng cho tới ngày nay.